# Zweiflingen
Zweiflingen là một thị xã nằm ở huyện Hohenlohekreis thuộc bang Baden-Württemberg, Đức.

## Dân số

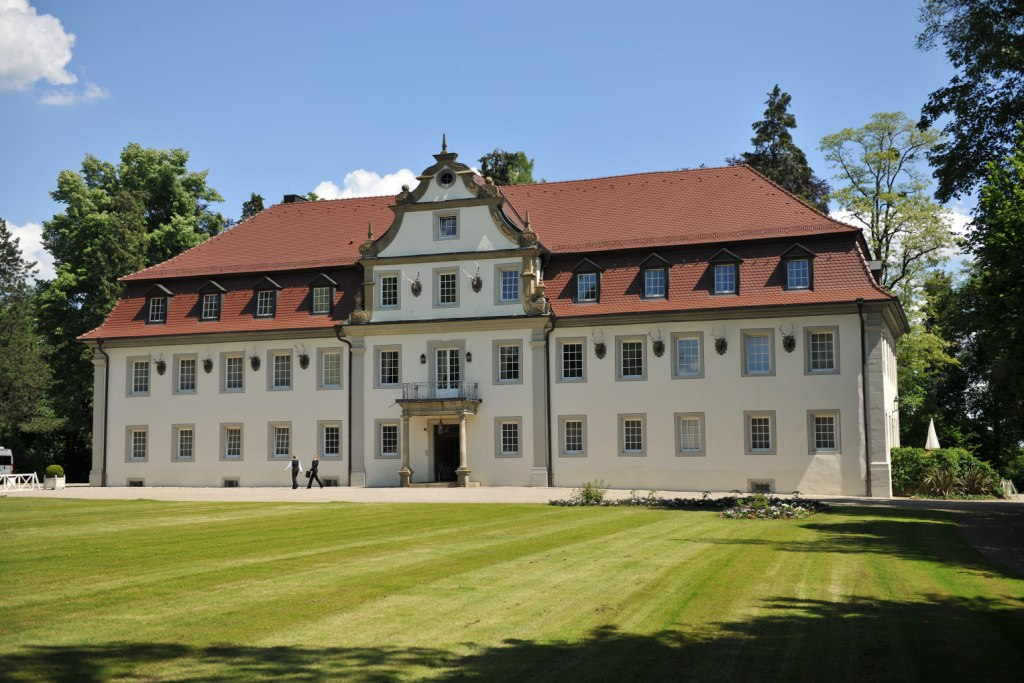
Nhà nghỉ Friedrichsruhe

| Năm    | 1672 | 1807 | 1819 | 1880 | 1939 | 1950 | 1961 | 2005 | 2012 |
| ------ | ---- | ---- | ---- | ---- | ---- | ---- | ---- | ---- | ---- |
| Số dân | 140  | 222  | 216  | 1106 | 796  | 1053 | 912  | 1723 | 1811 |